# Nova Odessa
Nova Odessa es un municipio brasileño del estado de São Paulo. Se localiza a una latitud 22º46'39" sur y a una longitud 47º17'45" oeste, estando a una altitud de 570 metros. Su población estimada en 2010 era de 55.321 habitantes.
Posee un área de 73,3 km².

## Geografía

### Demografía
| Población histórica del municipio | Población histórica del municipio | Población histórica del municipio | Población histórica del municipio |
| Año                               | Población                         |                                   | %±                                |
| --------------------------------- | --------------------------------- | --------------------------------- | --------------------------------- |
| 1960                              | 5710                              |                                   | —                                 |
| 1970                              | 8336                              |                                   | 46,0%                             |
| 1980                              | 21 891                            |                                   | 162,6%                            |
| 1991                              | 34 063                            |                                   | 55,6%                             |
| 2000                              | 42 071                            |                                   | 23,5%                             |
| 2010                              | 51 242                            |                                   | 21,8%                             |
| 2022                              | 62 019                            |                                   | 21,0%                             |
| [ 6 ] [ 7 ] [ 8 ] [ 9 ]           |                                   |                                   |                                   |

Datos del Censo - 2000
Población total: 73.071
- Urbana: 61.193
- Rural: 6.461
  - Hombres: 27.867
  - Mujeres: 29.204

Densidad demográfica (hab./km²): 573,96
Mortalidad infantil hasta 1 año (por mil): 9,76
Expectativa de vida (años): 74,87
Tasa de fertilidad (hijos por mujer): 2,16
Tasa de alfabetización: 94,41%
Índice de Desarrollo Humano (IDH-M): 0,826
- IDH-M Salario: 0,746
- IDH-M Longevidad: 0,831
- IDH-M Educación: 0,901

(Fuente: IPEAFecha)

### Hidrografía
El municipio se extiende hasta la represa del río Atibaia.
Los principales cursos de agua son:
Arroyo Quilombo, afluente del río Jaguari.

## Administración
- Prefecto: Manoel Samartin - (2009/2012)
- Viceprefecto: Salime Abdo - (2009/2012)
- Presidente de la cámara: Adriano Lucas Alves (PSDB) - (2011/2012)

## Religión
El Cristianismo está presente en la ciudad de la siguiente manera:

### Iglesia Católica
La iglesia católica del municipio forma parte de la Diócesis de Limeira.

### Iglesia Protestante
En la ciudad están presentes las más diversas creencias evangélicas, principalmente pentecostales, incluidas las Asambleas de Dios de Brasil (la iglesia evangélica más grande del país), Congregación Cristiana, entre otras. Estas denominaciones están creciendo cada vez más en todo Brasil.